# ジミー・グリーブス
ジェイムズ・ピーター・"ジミー"・グリーヴス（James Peter "Jimmy" Greaves MBE, 1940年2月20日 - 2021年9月19日）は、イングランド・ロンドン出身の元同国代表サッカー選手。現役時代のポジションはFW（センターフォワード）。1960年代のイングランドを代表するストライカーの一人で、6度のリーグの得点王を獲得している。

## クラブ経歴
1957年にチェルシーFCでフットボールリーグデビュー。1959年と1961年の2度得点王に輝いた。1960-61シーズンの41得点は現在もクラブ記録として残っている。1960年には史上最年少の20歳290日でリーグ通算100得点を達成。チェルシーでは通算157試合で124得点を挙げた。
1961年にセリエAのACミランへ移籍する。14試合9得点を記録するが、同年12月にビル・ニコルソン率いるトッテナム・ホットスパーFCへ加入し母国へ復帰。移籍後初出場のブラックプールFC戦でハットトリックを達成した。10年間在籍し321試合でクラブ記録の220得点を挙げ、1963年、1964年、1965年、1969年の4度得点王に輝いた。1962年と1967年にFAカップ、1963年にUEFAカップウィナーズカップで優勝した。
1970年にウェストハム・ユナイテッドFCに移籍。38試合で13得点を挙げ、1971年に31歳で現役を引退した。
リーグでは通算516試合に出場し、イングランド1部リーグ史上最多の357得点を挙げた。得点王6度も歴代最多記録。また、2017年にリオネル・メッシ、クリスティアーノ・ロナウドに抜かれるまで欧州5大リーグ歴代最多得点者だった。

## 代表歴
1959年5月17日のペルーとの親善試合でイングランド代表デビューすると共に代表初ゴールを挙げる。1963年11月20日の北アイルランド戦と1966年6月29日のノルウェー戦では1試合4得点を記録している。
1962年W杯チリ大会では、1次リーグ2試合目のアルゼンチン戦でW杯初ゴール。イングランドは決勝トーナメントに進出するが準々決勝でブラジルに敗退。地元開催となった1966年W杯イングランド大会では、ロジャー・ハントの活躍で1次リーグを1位で突破。グリーブス自身は1次リーグ3試合目のフランス戦で足を痛めたため決勝トーナメントには出場しなかったが、チームはアルゼンチン、ポルトガルを破り決勝に進出。西ドイツを延長で破り初優勝を飾った。W杯通算成績は7試合に出場し1得点。
1967年5月27日のオーストリアとの親善試合が代表最後の試合となった。代表通算57試合で44得点を記録。ウェイン・ルーニー、ボビー・チャールトン、ゲーリー・リネカーに次ぐ歴代4位。代表でのハットトリック6回は最多記録である。

## 人物
妻アイリーンとの間に4人の子供を儲けている。

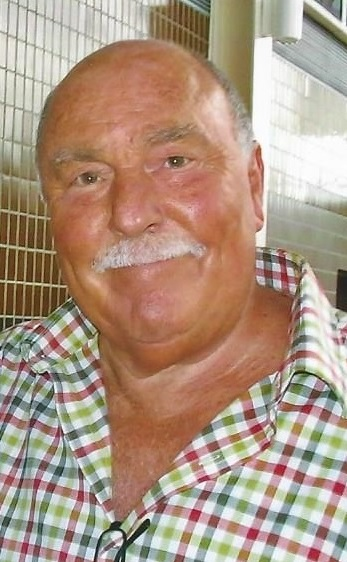
近年のグリーヴス（2007年）

ストライカーとして多大な功績を収めた一方で、アルコールやそれに関連する病気とも闘ってきた。1965年には肝炎により3か月間ピッチを離れ、現役引退後にはアルコール依存症に悩まされる。2012年に2度の脳卒中を発症し治療を受けたが、いずれも軽度のものであった。トッテナム殿堂入りの式典を控えた2015年5月、より重度の脳卒中に倒れ入院。。以後は車椅子生活となった。2020年4月7日にも体調不良により緊急入院したが、1週間後に退院した。しかし1年後の2021年9月19日に死去が伝えられている。81歳没。

## 個人成績

### クラブでの成績
| クラブ       | シーズン | リーグ | リーグ | カップ | カップ | リーグカップ | リーグカップ | 国際大会 | 国際大会 | その他 | その他 | 合計 | 合計 |
| クラブ       | シーズン | 試合   | 得点   | 試合   | 得点   | 試合         | 得点         | 試合     | 得点     | 試合   | 得点   | 試合 | 得点 |
| ------------ | -------- | ------ | ------ | ------ | ------ | ------------ | ------------ | -------- | -------- | ------ | ------ | ---- | ---- |
| チェルシー   | 1957-58  | 35     | 22     | 2      | 0      | 0            | 0            | 0        | 0        | 0      | 0      | 37   | 22   |
| チェルシー   | 1958-59  | 42     | 32     | 2      | 2      | 0            | 0            | 3        | 3        | 0      | 0      | 47   | 37   |
| チェルシー   | 1959-60  | 40     | 29     | 2      | 1      | 0            | 0            | 0        | 0        | 0      | 0      | 42   | 30   |
| チェルシー   | 1960-61  | 40     | 41     | 1      | 0      | 2            | 2            | 0        | 0        | 0      | 0      | 43   | 43   |
| チェルシー   | 合計     | 157    | 124    | 7      | 3      | 2            | 2            | 3        | 3        | 0      | 0      | 169  | 132  |
| ミラン       | 1961-62  | 12     | 9      | 0      | 0      | 0            | 0            | 0        | 0        | 0      | 0      | 12   | 9    |
| ミラン       | 合計     | 12     | 9      | 0      | 0      | 0            | 0            | 0        | 0        | 0      | 0      | 12   | 9    |
| トッテナム   | 1961-62  | 22     | 21     | 7      | 9      | 0            | 0            | 2        | 0        | 0      | 0      | 31   | 30   |
| トッテナム   | 1962-63  | 41     | 37     | 1      | 0      | 0            | 0            | 6        | 5        | 1      | 21     | 49   | 44   |
| トッテナム   | 1963-64  | 41     | 35     | 2      | 0      | 0            | 0            | 2        | 1        | 0      | 0      | 45   | 36   |
| トッテナム   | 1964-65  | 41     | 29     | 4      | 6      | 0            | 0            | 0        | 0        | 0      | 0      | 45   | 35   |
| トッテナム   | 1965-66  | 29     | 15     | 2      | 1      | 0            | 0            | 0        | 0        | 0      | 0      | 31   | 16   |
| トッテナム   | 1966-67  | 38     | 25     | 8      | 6      | 1            | 0            | 0        | 0        | 0      | 0      | 47   | 31   |
| トッテナム   | 1967-68  | 39     | 23     | 4      | 3      | 0            | 0            | 4        | 3        | 1      | 01     | 48   | 29   |
| トッテナム   | 1968-69  | 42     | 27     | 4      | 4      | 6            | 5            | 0        | 0        | 0      | 0      | 52   | 36   |
| トッテナム   | 1969-70  | 28     | 8      | 4      | 3      | 1            | 0            | 0        | 0        | 0      | 0      | 33   | 11   |
| トッテナム   | 合計     | 321    | 220    | 36     | 32     | 8            | 5            | 14       | 9        | 2      | 2      | 381  | 268  |
| ウェストハム | 1969-70  | 6      | 4      | 0      | 0      | 0            | 0            | 0        | 0        | 0      | 0      | 6    | 4    |
| ウェストハム | 1970-71  | 32     | 9      | 1      | 0      | 1            | 0            | 0        | 0        | 0      | 0      | 34   | 9    |
| ウェストハム | 合計     | 38     | 13     | 1      | 0      | 1            | 0            | 0        | 0        | 0      | 0      | 40   | 13   |
| 総合計       | 総合計   | 528    | 366    | 44     | 35     | 11           | 7            | 17       | 12       | 2      | 2      | 602  | 422  |

- 1チャリティ・シールド

### 代表での成績
出典
| イングランド代表 | 国際Aマッチ | 国際Aマッチ |
| 年               | 出場        | 得点        |
| ---------------- | ----------- | ----------- |
| 1959             | 5           | 2           |
| 1960             | 6           | 9           |
| 1961             | 4           | 5           |
| 1962             | 10          | 6           |
| 1963             | 8           | 8           |
| 1964             | 9           | 6           |
| 1965             | 5           | 2           |
| 1966             | 7           | 5           |
| 1967             | 3           | 1           |
| 合計             | 57          | 44          |

## タイトル
クラブ
ミラン
- セリエA : 1961-62

トッテナム
- FAカップ : 1961-62, 1966-67
- FAチャリティ・シールド : 1963 : 1967
- UEFAカップウィナーズカップ : 1962-63

イングランド代表
- FIFAワールドカップ : 1966
- ブリティッシュ・ホーム・チャンピオンシップ : 1959-60, 1960-61, 1963-64, 1964-65, 1965-66

個人
- フットボールリーグ・ファーストディヴィジョン得点王 : 1958-59（32得点）, 1960-61（41得点）, 1962-63（37得点）, 1963-64（35得点）, 1964-65（29得点）, 1968-69（27得点）